# Horst Hähle
Horst Hähle (* 30. September 1923 in Heringsdorf; † 19. März 2005 in Köln) war ein deutscher Maler, der sich vorrangig mit Glasmalerei und mobilen Glasbildern befasste.

## Leben
Horst Hähle, dessen Vater und Großvater eine Glasmalereiwerkstatt unterhielten, absolvierte von 1938 bis 1940 eine Glasmalerlehre in Swinemünde. 1941 begann er ein Studium an der Werkschule in Stettin, das er im folgenden Jahr wegen seiner Einberufung zum Kriegsdienst abbrechen musste. Er geriet in Kriegsgefangenschaft. 1947 gründete er in Bansin eine Galerie und Kunsthandlung. Nachdem er 1948 die Meisterprüfung bestanden hatte, flüchtete er im Herbst des gleichen Jahres aus der Sowjetischen Besatzungszone und übersiedelte  nach Köln.
In den Jahren 1951 und 1952 hielt er sich zu Studien in Luxemburg auf, wo er sich mit den Werken französischer und belgischer Künstler befasste. Ab 1953 leitete er die Werkstätten für Glasmalerei (Kunst im Kirchenraum) in Düsseldorf, ab 1962 bis 1971 in Wiesbaden. Anschließend wurde er in Köln ansässig, wo er in leitender Funktion für Glashütten tätig war. Ab 1984 arbeitete er ausschließlich als freischaffender Künstler in Köln.
Sah sich Horst Hähle zunächst als ausführendes Bindeglied in der Werkgemeinschaft mit bildenden Künstlern und Architekten, so ging er im Verlauf der Zusammenarbeit mit Hugo Kükelhaus sowie Ewald Mataré und Rudolf Schwarz von der Kunstakademie Düsseldorf, Johannes Schreiter von der Staatlichen Hochschule für Bildende Künste in Frankfurt am Main sowie mit Georg Meistermann, Ludwig Schaffrath und anderen Künstlern immer mehr zum eigenständigen Schaffen über. Ab 1964 beschäftigte er sich mit dem autonomen, nicht an die Architektur gebundenen Glasbild. Er setzte neue Akzente in dieser Kunstform, die er selbst als mobiles Glasbild bezeichnete. Neben Glasbildern schuf Horst Hähle Linol- und Zinkschnitte. Seine Werke zeigte er auf mehr als 200 Ausstellungen im In- und Ausland.

## Auszeichnungen
- 1976 Grand Prix de Peinture der Stadt Cannes
- 1998 Pommerscher Kulturpreis[1]